# P.J. Brown
P.J. Brown, właśc. Collier Brown Jr. (ur. 14 października 1969 w Detroit) – amerykański koszykarz, występujący na pozycjach silnego skrzydłowego środkowego. Mistrz ligi w sezonie 2007/08.
Mierzący 211 cm wzrostu koszykarz studiował na Louisiana Tech University. Do NBA został wybrany z 29 numerem w drafcie 1992 przez New Jersey Nets, jednak następny sezon spędził w greckim Panioniosie Ateny. Do New Jersey trafił w 1993, grał w tej organizacji do 1996. Następnie był koszykarzem Miami Heat, Charlotte Hornets, oraz Chicago Bulls. W Chicago, gdzie trafił w wymianie za Tysona Chandlera, spędził jedynie sezon 2006/07, był to ostatni rok jego kontraktu. Przez pół roku nie grał w żadnym klubie, w lutym 2008 podpisał kontrakt z Boston Celtics. Był ważnym rezerwowym, a zespół z wielkimi gwiazdami: Paulem Pierce'em, Kevinem Garnettem i Rayem Allenem, w składzie sięgnął po mistrzowskie pierścienie.

## Osiągnięcia
Na podstawie, o ile nie zaznaczono inaczej.
NCAA
- Uczestnik rozgrywek:
  - II rundy turnieju NCAA (1989)
  - II rundy turnieju NCAA (1989, 1991)
- Mistrz sezonu regularnego konferencji:
  - American South (1990)
  - Sun Belt (1992)
- Zaliczony do II składu konferencji American South (1991)
- Lider konferencji American South w:
  - liczbie bloków (1991 – 71)
  - średniej bloków (1991 – 2,5)

NBA
- Mistrz NBA (2008)
- Laureat nagród:
  - NBA Sportsmanship Award (2004)[3]
  - J. Walter Kennedy Citizenship Award (1997)
- Zaliczony do II składu defensywnego NBA (1997, 1999, 2001)[4]
- Uczestnik meczu gwiazd debiutantów (1994)